# Pepe Navarro
José Navarro Prieto, conegut com a Pepe Navarro (Palma del Río, Còrdova, Andalusia, 16 de novembre de 1951) és un presentador, periodista, productor i escriptor espanyol que ha treballat en televisió, la premsa i ràdio.

## Biografia
Fill de pares granadins, amb dos anys la seva família es trasllada a Sabadell. Als 10 viatgen a França per a tornar, de nou, amb 11 a Sabadell. Allí estudià batxillerat en el Col·legi Salesià Sant Oleguer i cursa estudis de Guió, Redacció i Locució a l'Escola de Ràdio de Ràdio Joventut de Barcelona, on realitza el seu primer programa de mitja hora setmanal, Bienvenidos a la Música i col·labora en altres. Després del servei militar el setembre de 1974, torna a Sabadell i es matricula en primer de Periodisme i segon de Dret en la Universitat Autònoma de Barcelona.

## Trajectòria Professional

### Ràdio
El gener de 1975 dirigeix, produeix i presenta a Radio Sabadell, Hora 13, un programa musical diari. El novembre de 1975 ingressa en EAJ1 Ràdio Barcelona, Cadena SER i allí presenta Bienvenidos a casa, programa que s'emet tots els diumenges després de Carrusel Deportivo.
Romandrà a Radio Barcelona fins a juliol de 1980. Durant aquest temps, i en diferents moments, dirigeix i presenta, El Despertador, Pepe Show, un programa de música especialitzada la nit dels dissabtes; El Retrovisor, programa diari de recerca de la història recent d'Espanya i l'informatiu La Radio, un programa diari de les 21 a les 23,00 hores.
El setembre del 1980 arriba a Radio Peninsular de RNE dirigint i presentant el programa Buenos días fins l'estiu de 1982. En 1983 va treballar a Antena 3 Radio i l'1 d'agost del mateix any debuta a la 1 de TVE en La tarde.

### Televisió
Per petició expressa de la direcció d'informatius, abandona La Tarda i des de principis de gener de 1984 presenta el Telediario 1 de TVE. D'abril a octubre de 1984 torna a La Tarde. El desembre marxà als Estats Units i signa un contracte amb SIN i UNIVISION, on presenta La noche con Pepe Navarro fins a gener de 1986. També va presentar dos telemaratons i l'edició del Festival de la OTI d'aquell any. De 1987 a 1988 va viure a Nova York i el 1988 va tornar a Espanya i presenta Por fin es viernes, al Canal Sur.
La tardor de 1989 torna a TVE i presenta el matinal El día por delante, amb Javier Bardem, Santi Millán, Santiago Urrialde, Nuria González i José Corbacho que va ser premiat amb el TP d'Or com s millor programa d'entreteniment i a Pepe Navarro com a millor presentador. El programa acaba al març de 1990. Entre 1991 i 1992, presenta el programa setmanal Juguemos al trivial.
En la temporada de 1992-93, comença la seva etapa en Antena 3 TV, període en el qual dirigeix, produeix i presenta el programa Vivir, vivir... qué bonito. En la temporada 1994-95 produeix, dirigeix i presenta Estamos todos locos, un late night setmanal que se situa en una mitjana per sobre del 32%, líder també en la seva franja. En el programo compta amb Santiago Urrialde com Rambo i El Reportero total, i Santiago Segura com a guionista. Antena 3 TV li encarrega la presentació de la segona edició d' El gran juego de la oca, líder del prime time del dissabte entre gener i juny de 1995.
A principis de juliol de 1995 s'incorpora a Telecinco per a fer els matins. Però després d'una sèrie de converses amb Mikel Lejarza, Director de programes, el 18 de setembre de 1995 es posa en marxa Esta noche cruzamos el Mississippi, el programa que va revolucionar la televisió a Espanya i que va obrir una banda horària inexistent, el late night.
El 1996 va obtenir el Premi Card de l'Associació de Dones Periodistes de Catalunya.
L'èxit d' Esta noche cruzamos el Mississippi va ser irresistible i va assolir alguns premis. En juliol de 1997 fitxa per Antena 3 TV i produeix i prsenta La sonrisa del pelícano, que és retirat l'1 de desembre d'aquest mateix any. En 1999 Telefónica torna a contractar-lo per Via Digital.
En 2002 presenta la tercera edició de Gran Hermano a Telecinco. En 2005-2006 produeix, dirigeix i presenta a TVE 1 Ruffus y Navarro Unplugged.
Després d'una etapa en la qual a penes va tenir protagonisme en televisió, Pepe Navarro va anunciar al novembre de 2017 que prepara un nou programa.

## Trajectòria
- La Tarde (TVE, 1983-1984).
- Telediario (TVE, 1984).
- La noche (Univisión, 1985).
- Por fin es viernes (Canal Sur, 1989).
- El día por delante (TVE, 1989-1990).
- Juguemos al Trivial (TVE, 1992).
- Vivir, vivir... Qué bonito (Antena 3, 1992-1993).
- Todo va bien (Antena 3, 1993-1994).
- Estamos todos locos (Antena 3, 1994).
- El gran juego de la oca (Antena 3, 1994-1995).
- Esta noche cruzamos el Mississippi (Telecinco, 1995-1997).
- La sonrisa del pelícano (Antena 3, 1997),
- La Vía Navarro (Vía Digital, 1999-2000).
- Papá (Antena 3, 2001).
- Gran hermano (Telecinco, 2002).
- Ruffus & Navarro unplugged (TVE, 2006).
- Late Motiv con Andreu Buenafuente (Movistar+, #0, 2016) com a convidat en el programa 97.
- Operación And The Andarán (Especial Nochevieja con José Mota 2016) (TVE, La 1, 2016).
- Mi casa es la tuya (Telecinco, 2017).
- Mira lo que has hecho (Movistar+, 2018).
- Retratos Salvajes (Especial Nochevieja con José Mota 2018) (TVE, La 1, 2018).

## Cinema
Ha treballat com a actor a Psicodance, Delirios de amor, Abre los ojos d'Alejandro Amenábar, a Torrente 2: Misión en Marbella, Una de zombies i Tensión sexual no resuelta de Miguel Ángel Lamata.
També ha treballat com a director, productor, guionista, editor i actor als curts La sombra de ... i Decisión de mujer.

### Premis
| Premis | Any  |
| --- | ---- |
| Premi Pueblo al Millor Presentador de Televisió                                                                          | 1983 |
| Premi TP al Personatge més popular                                                                                       | 1983 |
| Premi ACE, al Millor Presentador de Parla Hispana                                                                        | 1986 |
| Premi TP d'Or al Millor Presentador                                                                                      | 1989 |
| Premi TP d'Or Millor Magazín                                                                                             | 1995 |
| MIDIA al millor Talk xou de Parla Hispana                                                                                | 1996 |
| Premi Ondas al millor Programa d'Entreteniment                                                                           | 1996 |
| Antena de Oro | 1997 |
| TP d'Or al Millor Programa d'Actualitat                                                                                  | 1996 |
| Premi del VIII Certamen Internacional de Vídeo Científic.Videomed. Aerobiologia de les Gramínies en els climes d'Espanya | 1992 |